# Penstemon eriantherus
Penstemon eriantherus är en grobladsväxtart som beskrevs av Frederick Traugott Pursh. Penstemon eriantherus ingår i släktet penstemoner, och familjen grobladsväxter.

## Underarter
Arten delas in i följande underarter:
- P. e. argillosus
- P. e. cleburnei
- P. e. redactus
- P. e. whitedii